# Bloqueio do X no Brasil
O bloqueio do X (antigo Twitter) no Brasil refere-se à suspensão imediata, completa e integral do funcionamento da X Brasil Internet Ltda. e outras empresas relacionadas ao Elon Musk no país, determinada em 30 de agosto de 2024 pelo ministro do Supremo Tribunal Federal, Alexandre de Moraes, relator do mandado de intimação.
Tal decisão judicial foi tomada após a empresa, pertencente a Elon Musk, ter descontinuado as suas operações no Brasil e ter desobedecido várias ordens judiciais, ao não ter nomeado um representante legal dentro do prazo estipulado pelo ministro, que havia intimado o empresário por meio de uma postagem na própria plataforma.
A suspensão do X no Brasil acabou na terça-feira 8 de outubro de 2024, após a rede social confirmar que cumpriu todas as ordens judiciais, ter nomeado uma representante legal no Brasil e ter pagado uma multa de 28,6 milhões de reais. No mesmo dia o ministro do STF, Alexandre de Moraes, após certificar que a rede social havia cumprido todas as ordens judiciais e ter pago todas as multas, ordenou que o X voltasse a operar legalmente no Brasil. Logo em seguida o ministro informou que ordenou que a Anatel desbloqueasse o acesso a rede social em até 24 horas no Brasil, e a Anatel notificou as operadoras e provedores de internet que liberassem o acesso ao site e ao aplicativo do X imediatamente.

## Histórico

### Contexto
Musk reconhece que os vários países em que o X opera têm leis diferentes com relação à liberdade de expressão. Em 26 de abril de 2022, Musk tuitou "Por 'liberdade de expressão', quero dizer simplesmente aquilo que corresponde à lei." Em junho de 2023, ele disse que "o Twitter não tem escolha a não ser obedecer aos governos locais. Se não obedecermos às leis do governo local, seremos fechados. O melhor que podemos fazer é realmente seguir a lei em qualquer país, mas é impossível fazermos mais do que isso ou seremos bloqueados e nosso povo será preso." Em países como Índia e Turquia, por exemplo, o X aceitou derrubar perfis e conteúdos considerados inapropriados conforme determinação das autoridades locais.
Na preparação para os ataques de 8 de janeiro em Brasília em 2023, informações falsas sobre as eleições circularam em uma variedade de plataformas de mídia social e as pessoas usaram as mídias sociais para planejar o ataque. Após o ataque, Moraes ordenou que várias plataformas de mídia social, incluindo o X, bloqueassem contas específicas que estavam envolvidas no planejamento, afirmando que as empresas seriam multadas se não cumprissem. As ordens foram inicialmente seladas antes de serem divulgadas por um comitê do Congresso dos Estados Unidos.
Em abril de 2023, o Ministério da Justiça e Segurança Pública do Brasil solicitou que o X removesse quinhentas contas e postagens incentivando a violência escolar. A plataforma não atendeu à solicitação até que um decreto executivo foi emitido, ameaçando multas e um possível banimento.

### Investigações
No dia 3 de abril de 2024, o jornalista norte-americano Michael Shellenberger reacendeu a polêmica sobre o ministro Alexandre de Moraes ao publicar críticas no que chamou “Twitter Files Brazil”. Shellenberger compartilhou e-mails de um ex-executivo do X que criticavam pedidos do judiciário brasileiro por dados de usuários da plataforma, o que iria contra a política da rede social. O jornalista acusou Moraes de exigir que a plataforma revelasse dados de usuários e censurasse postagens para combater apoiadores do ex-presidente Jair Bolsonaro.
No dia 6 de abril de 2024, Elon Musk se posicionou contra as decisões de Moraes, sob a alegação de constituírem censura, e ameaçou reativar os perfis de usuários bloqueados pela Justiça. Segundo Musk, os perfis estavam sendo censurados por razões políticas. Moraes afirmou que não cabia a empresa contestar bloqueio de contas por não ser parte do processo, apenas destinatária das ordens.
No dia 8 de abril, Alexandre de Moraes incluiu Elon Musk no "inquérito das milícias digitais" (Inq. 4.874). Segundo o ministro Alexandre de Moraes o inquérito serve para investigar supostos grupos que atuam na internet para atacar a democracia e as instituições brasileiras. Entre os eventos investigados estão a invasão ao Congresso Nacional em 8 de janeiro de 2023, a venda de joias recebidas pelo ex-presidente Jair Bolsonaro, e a falsificação do seu cartão de vacina.

### Fechamento de escritório e suspensão da plataforma
- Atualmente bloqueado
- Anteriormente bloqueado
- Parcialmente bloqueado
- Sem bloqueio

Países e territórios que bloquearam o X (antigo Twitter até 2022):

Em 17 de agosto, Elon Musk anunciou que o X fecharia o seu escritório no Brasil. Segundo Musk, a decisão foi tomada após o ministro Alexandre de Moraes decretar a prisão de Rachel de Oliveira Villa Nova, então representante da empresa no país, por "desobediência a decisões judiciais".
Em 28 de agosto, o Supremo Tribunal Federal, por meio do seu próprio perfil no X, intimou Elon Musk, publicando a decisão do ministro Alexandre de Moraes a indicar um representante legal para a empresa, citando a possibilidade de suspensão da rede social caso a empresa não cumpra decisões do Judiciário. O prazo se encerrou às 20:07 do dia 29 de agosto, com a própria empresa informando que esperava que a rede social fosse bloqueada no país após o fim do prazo estabelecido por Moraes.
Em 30 de agosto, o ministro ordenou a suspensão do acesso ao serviço no país. O ministro também estipulou multa no valor de 50 mil reais por dia a qualquer pessoa ou empresa que utilize serviço de rede privada virtual (VPN) para burlar o bloqueio. Moraes também ordenou a remoção de quaisquer aplicativos de VPN disponíveis na App Store, da Apple, e na Google Play Store, do Google, como forma de evitar o acesso à rede social, mas tal decisão fora revertida posteriormente.
A Agência Nacional de Telecomunicações (Anatel) informou que comunicou as empresas de telecomunicações e espera que o bloqueio esteja em vigor em até 24 horas. Em 31 de agosto, por volta das 0h, as operadoras de internet começaram a efetuar o bloqueio do serviço.

### Bloqueio de recursos financeiros da Starlink
Em 29 de agosto, o ministro Alexandre de Moraes determinou o bloqueio de recursos financeiros da Starlink, também de propriedade de Musk, para garantir que o pagamento de multas aplicadas à rede social X no Brasil. No dia seguinte, a empresa Starlink Holding recorreu ao STF contra a decisão do ministro. No dia seguinte, o ministro do STF, Cristiano Zanin, negou o recurso da empresa Starlink contra a decisão do ministro Alexandre de Moraes que bloqueou as contas da companhia no Brasil.
Em 1 de setembro, a Starlink comunicou ao presidente da Agência Nacional de Telecomunicações (Anatel), Carlos Baigorri, que não vai cumprir a decisão do ministro Alexandre de Moraes, de suspender o acesso de seus usuários à rede social X. A Starlink avisou a Anatel de que não vai cumprir a ordem até que as contas da empresa, bloqueadas também por determinação do ministro, sejam desbloqueadas pela Justiça. No dia seguinte, a Starlink pediu novamente ao STF o desbloqueio de suas contas bancárias no Brasil após ter o primeiro recurso negado pelo ministro Cristiano Zanin.
Em 5 de setembro, a Anatel informou ao STF que a Starlink cumpriu a decisão de suspender o acesso de usuários ao X em todo o país.
Em 13 de setembro, Moraes desbloqueou as contas bancárias da Starlink após o governo brasileiro tomar 18,35 milhões de reais do X e Starlink para cobrir as multas. O X, no entanto, permaneceu bloqueado.

### Pagamento de multas e desbloqueio
Em 4 de outubro, o X pediu o desbloqueio após pagar a multa de 28,6 milhões de reais. Moraes respondeu que o X depositou o valor da multa em uma conta errada, da Caixa Econômica Federal, em vez de pagar na conta correta, do Banco do Brasil, e que o X sabia da existência da conta correta.
Segundo o X, a empresa foi orientada a pagar por meio de uma guia de depósito judicial, orientação do próprio STF. Após 3 dias, no dia 7 de outubro, a Caixa transferiu o dinheiro para a conta certa.
Em 8 de outubro, o ministro Alexandre de Moraes autorizou o desbloqueio do X no Brasil após a plataforma ter comunicado o pagamento das multas e o bloqueio de contas exigidos pelo STF.

## Reações

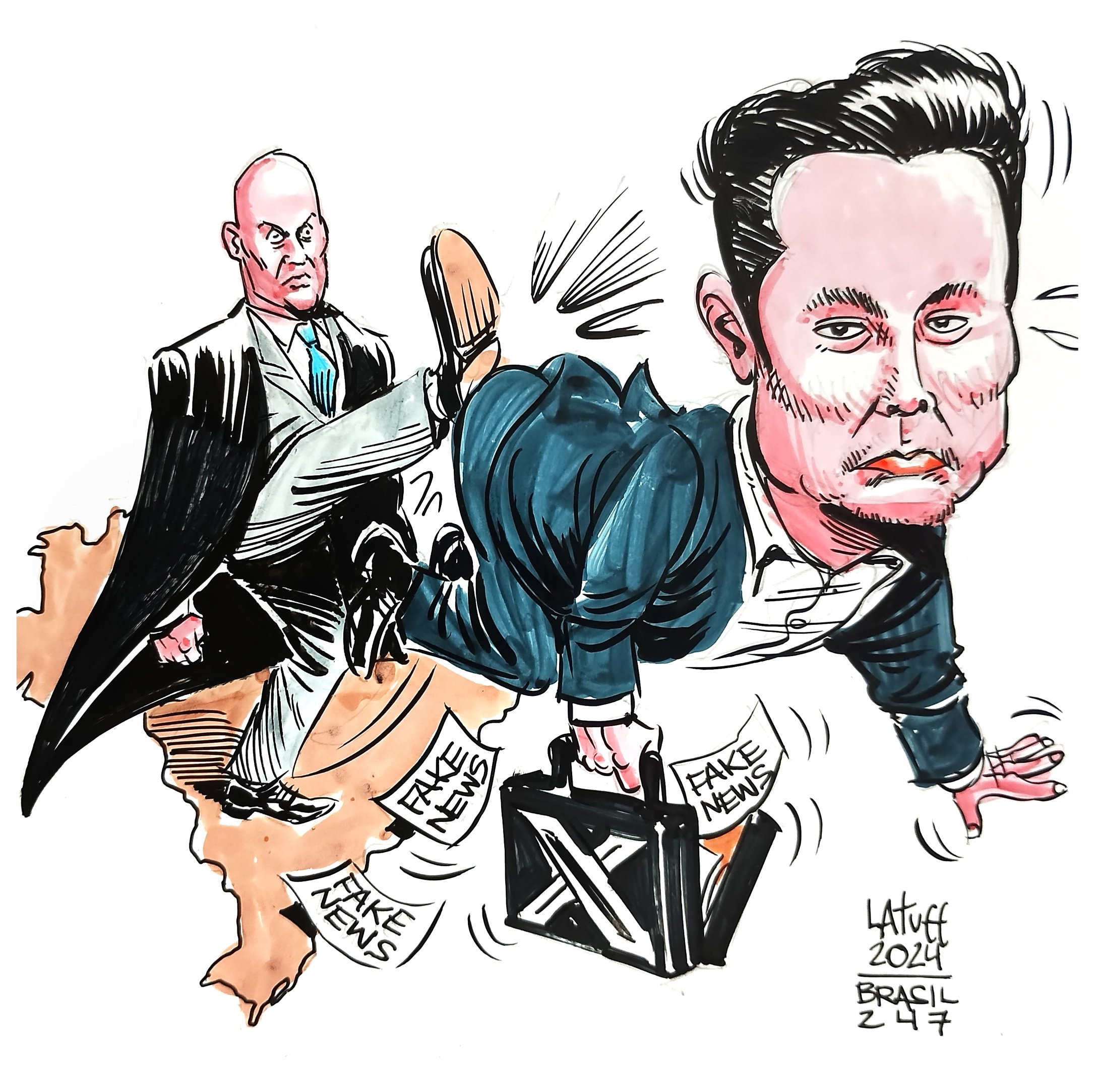
Charge de Carlos Latuff sobre a suspensão do X no Brasil

### X e Elon Musk
Musk rotulou Moraes de "ditador brutal" e alegou que a Justiça estava tentando censurar contas populares no Brasil. Reagindo à decisão, Musk escreveu em sua conta no X: "A liberdade de expressão é a base da democracia e um pseudojuiz não eleito no Brasil está destruindo-a para fins políticos."
Pouco depois de sua suspensão, o X criou a conta "@AlexandreFiles", supostamente para lançar "uma luz sobre os abusos da lei brasileira cometidos por Alexandre de Moraes". A conta começou a postar ordens seladas de Moraes em 31 de agosto. Musk também retuitou pedidos de protesto e pelo impeachment de Moraes.

### Judiciário
A Primeira Turma do Supremo Tribunal Federal confirmou, por unanimidade, a decisão de Moraes de suspender o X por descumprimento de ordens judiciais. Apesar de também ter apoiado a decisão, o ministro Luiz Fux fez uma ressalva, destacando que a medida não deve afetar pessoas ou empresas que não participaram do processo, exceto se usarem a plataforma para fraudar a decisão com manifestações ilegais, como racismo ou incitação ao crime. Os ministros Flávio Dino, Cármen Lúcia e Cristiano Zanin também votaram a favor da decisão, com Dino ressaltando a soberania e o respeito à liberdade de expressão e criticando o bilionário Elon Musk por desrespeitar a soberania da justiça brasileira. Zanin reforçou que o descumprimento reiterado das ordens judiciais justificava a suspensão, enquanto Cármen Lúcia destacou que empresas estrangeiras devem obedecer às leis do Brasil para operar no país. Dino afirmou que "o poder econômico e o tamanho da conta bancária não fazem nascer uma esdrúxula imunidade de jurisdição".
Segundo a jornalista Andréia Sadi, nos bastidores do STF, os juízes avaliaram que a decisão foi severa, mas necessária, pois se acreditava que Musk havia escalado a situação intencionalmente. Sadi relatou que havia um consenso entre os juízes de que, apesar disso, Moraes teria cometido excessos ao bloquear as contas da Starlink, o que poderia potencialmente manchar a imagem do judiciário brasileiro.
No entanto, não há consenso entre juristas brasileiros sobre a suspensão do X. Em 31 de agosto, o Conselho Federal da Ordem dos Advogados do Brasil (CFOAB) pediu a Moraes que reconsidere a decisão de multar usuários por usarem o VPN para acessar o X. Beto Simonetti, presidente da OAB, anunciou que a associação solicitaria ao Supremo Tribunal Federal a revisão da seção da decisão que impõe multa aos usuários de VPN, chamando-a de violação do devido processo legal. O advogado constitucionalista André Marsiglia, por exemplo, afirma que a suspensão do X foi "uma medida desproporcional" e avalia que a intimação, feita por meio da própria rede social, é "atípica e ilegal". O advogado Luiz Friggi, por outro lado, acredita que o fato de ter respondido à postagem pode funcionar como prova da ciência de Elon Musk à intimação. O jurista Lenio Streck por sua vez argumenta que a intimação, mesmo atípica, foi correta e estratégica e se tratou de interpretação por analogia: "está dentro de tudo aquilo que se tem por inovações no sistema de intimações do Judiciário”.

### Políticos
Em uma entrevista em 30 de agosto, o presidente brasileiro Luiz Inácio Lula da Silva enfatizou que Elon Musk deveria respeitar as decisões do Supremo Tribunal Federal (STF), criticando-o por supostamente ofender autoridades locais. Lula da Silva afirmou que a sociedade brasileira não tem um "complexo de inferioridade". Mais tarde, ele disse que o mundo poderia aprender com o exemplo do Brasil e não é "obrigado a aturar a extrema direita de Musk só porque ele é rico."
Membros do Congresso Nacional do Brasil expressaram opiniões variadas sobre a decisão. O direitista Nikolas Ferreira, membro da Câmara dos Deputados, declarou: "Os tiranos [sic] querem transformar o Brasil em outra ditadura comunista, mas não vamos recuar. Repito: não votem em quem não respeita a liberdade de expressão. Orwell estava certo". A deputada de direita Bia Kicis afirmou que "as consequências dos ataques de Alexandre de Moraes a Elon Musk, X e Starlink serão lamentáveis para os brasileiros". Ela também pediu que Rodrigo Pacheco, presidente do Senado Federal, agisse. O deputado Marcel van Hattem escreveu no X: "Estou tuitando isso com VPN."
Por outro lado, a deputada esquerdista Erika Hilton escreveu: "Se os bilionários querem ter empresas que lucram bilhões por aqui, eles precisam aprender a respeitar as leis. Vida longa ao Estado de Direito e à soberania nacional". Hilton anunciou que havia mudado seu perfil para a Bluesky. "Vejo vocês lá em breve", ela acrescentou. O deputado federal de esquerda Guilherme Boulos disse que o Brasil "não é terra sem lei". "Uma grande corporação, uma big tech, ainda mais uma presidida por um alucinado de extrema direita como Elon Musk, não está acima das leis brasileiras. A lei foi cumprida", declarou Boulos.
A decisão de bloquear os ativos financeiros da Starlink no país também foi criticada por Arthur Lira, presidente da Câmara dos Deputados do Brasil, em evento para investidores promovido pela XP Investimentos.

### Mídia
A decisão recebeu ampla atenção internacional. O The New York Times descreveu a situação como o teste mais significativo até agora para os esforços de Musk para transformar a rede social em uma plataforma onde quase tudo é possível. A Associated Press destacou que a medida intensifica o conflito em andamento entre Musk e Moraes sobre liberdade de expressão, contas de extrema direita e desinformação. O The Washington Post observou que a ação ocorreu após a recusa de Musk em nomear um representante legal no Brasil. Enquanto isso, o El País afirmou que a decisão de Moraes representou uma sanção pública rigorosa sobre os limites da liberdade de expressão e os esforços para combater a desinformação.
O jornalista americano Glenn Greenwald questionou a base legal das ações de Moraes, sugerindo que o juiz estava efetivamente criando novas leis sem a supervisão do Congresso brasileiro.
A rede social Bluesky ganhou mais de um milhão de novos usuários brasileiros entre 30 e 31 de agosto.
Em 8 de outubro, os jornais estrangeiros disseram que o episódio representou uma derrota para Elon Musk, proprietário do X, que cumpriu ordens e foi liberado.

### Outros
Em 18 de setembro, mais de 40 intelectuais e professores de vários países, como Reino Unido, México, Argentina, Estados Unidos e até do Brasil, divulgaram uma carta aberta em que declaram apoio ao Brasil em relação ao bloqueio do X e criticam o bilionário Elon Musk. O texto expressa preocupação com a influência das chamadas big techs, grupo representado por Google, Meta, Apple, Amazon e Microsoft, sobre a soberania digital do Brasil, e destaca o caso do X em desobedecer decisões judiciais. Donald Trump, na carta enviada ao governo brasileiro em 9 de julho de 2025, acusou o governo do Brasil de “ataques insidiosos contra eleições livres e os direitos fundamentais de liberdade de expressão dos americanos”, incluindo a censura de “plataformas de mídia social dos EUA”.